# Опариха
Опариха — деревня в Сямженском районе Вологодской области.
Входит в состав Раменского сельского поселения, с точки зрения административно-территориального деления — в Раменский сельсовет.
Расстояние по автодороге до районного центра Сямжи — 45,5 км, до центра муниципального образования Раменья — 3,5 км. Ближайшие населённые пункты — Раменье, Иконниково, Харитоновская.
По данным переписи в 2002 году постоянного населения не было.